# Claës Gustaf Breitholtz
Claës Gustaf Breitholtz, född 21 september 1828 i Finska församlingen, Stockholm, död 21 oktober 1885 i Svea artilleriregementes församling, Stockholm,
 var en svensk militär.
Breitholtz inträdde vid Kungliga krigsakademien på Karlberg 1842. Från 1859 till 1870 var han chef för Fyrverkarkåren, en artillerienhet. Mellan 1866 och 1870 ledde han även Krigshögskolan i Marieberg, en föregångare till dagens FHS. Han utsågs 1870 till fälttygmästare. År 1872 utnämndes han till major. Två år senare befordrades han till överste och utnämndes även till chef för Svea artilleriregemente, vilket han ledde till sin död 1885. Under de två sista åren av sin levnad var han märkt av sjukdom.
Breitholtz var son till översten vid Vendes artilleriregemente Claes Josef Breitholtz och dennes hustru Emilia Hästesko-Fortuna. Han var äldre bror till generallöjtnant Edvard Julius Breitholtz. Claës Gustaf Breitholtz gifte sig 1857 med Catharina Amalia Molander (1833–1905), med vilken han fick tre barn. Han jordfästes i Hedvig Eleonora kyrka på Östermalm och vilar på Solna kyrkogård under en kanonformad gravsten.